# Grote Prijs Stad Zottegem 1975
Il Grote Prijs Stad Zottegem 1975, quarantesima edizione della corsa, si svolse il 19 agosto 1975 su un percorso con partenza e arrivo a Zottegem. Fu vinto dall'olandese Jan Raas della TI-Raleigh davanti ai belgi Marcel Laurens e Willy Van Neste.

## Ordine d'arrivo (Top 10)
| Pos. | Corridore            | Squadra                        | Tempo    |
| ---- | -------------------- | ------------------------------ | -------- |
| 1    | Jan Raas             | TI-Raleigh                     | 4h07'26" |
| 2    | Marcel Laurens       | Ijsboerke-Colner               |          |
| 3    | Willy Van Neste      | Frisol-GBC                     |          |
| 4    | Eddy Cael            | Carpenter-Confortluxe-Flandria |          |
| 5    | Willy Van Malderghem | Carlos                         |          |
| 6    | Luc D'Hondt          | Maes Pils-Watney               |          |
| 7    | Ludo Van Staeyen     | Maes Pils-Watney               |          |
| 8    | Daniel Verplancke    | Carpenter-Confortluxe-Flandria |          |
| 9    | Tino Tabak           | TI-Raleigh                     |          |
| 10   | Gerrie Knetemann     | Gan-Mercier-Hutchinson         |          |